# Schneisingen

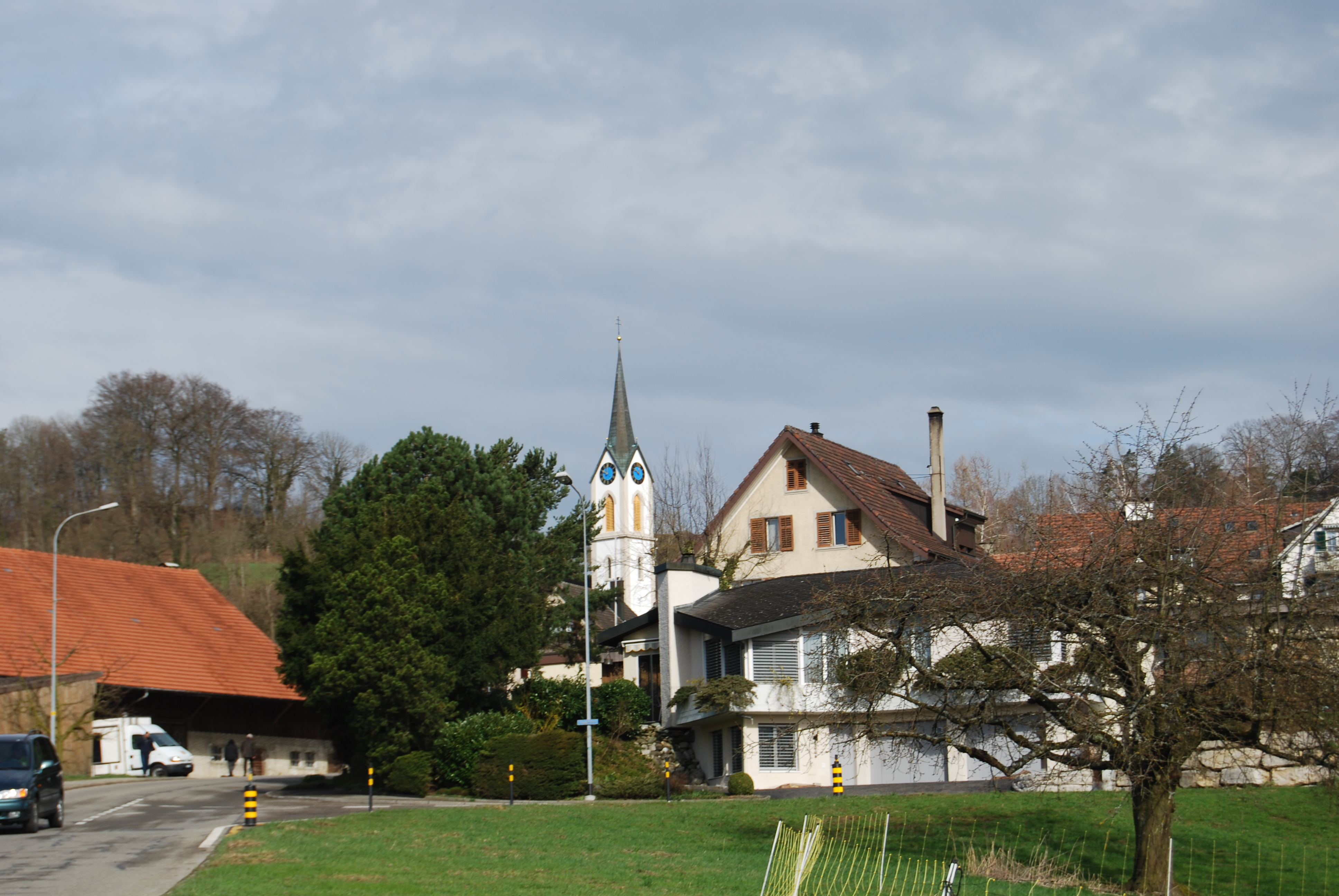
Schneisingen

Schneisingen is een gemeente en plaats in het Zwitserse kanton Aargau en maakt deel uit van het district Zurzach.
Schneisingen telt 1.317 inwoners.